# Prințul Berthold, Margraf de Baden
Berthold Friedrich Wilhelm Ernst August Heinrich Karl, Margraf de Baden (n. 24 februarie 1906, Karlsruhe, Imperiul German – d. 27 octombrie 1963, Spaichingen, Baden-Württemberg, RFG) a fost singurul fiu al Prințului Maximilian de Baden și a Prințesei Marie Louise de Hanovra. Din 1929 până la moartea sa, el a fost șeful Casei de  Zähringen, care a domnit asupra Marelui Ducat de Baden până în 1918.

## Căsătorie și copii
La 17 august 1931, la Baden-Baden, s-a căsătorit cu Prințesa Theodora a Greciei și Danemarcei, fiica Prințului Andrei al Greciei și Danemarcei și a Prințesei Alice de Battenberg. Prin căsătorie a devenit cumnat al Prințului Filip, Duce de Edinburgh. Soția lui îi era verișoară de gradul doi prin Christian al IX-lea al Danemarcei. Ei au avut trei copii:
- Prințesa Margarita Alice Thyra Viktoria Marie Louise Scholastica de Baden (14 iulie 1932 - 15 ianuarie 2013), s-a căsătorit civil la Salem la 5 iunie 1957 și religios la 6 iunie 1957 cu Prințul Tomislav al Iugoslaviei; au avut copii și au divorțat în 1981.
- Prințul Max Andreas Friedrich Gustav Ernst August Bernhard de Baden (n. 3 iulie 1933), s-a căsătorit civil la 23 septembrie 1966 la Salem și religios la 30 septembrie 1966 la castelul Persenbeug, Austria, cu Arhiducesa Valerie de Austria; au patru copii.
- Prințul Ludwig Wilhelm Georg Ernst Christoph de Baden (n. 16 martie 1937), s-a căsătorit civil la Salem la 21 septembrie 1967 și religios la Wald, Austria, la 21 octombrie 1967 cu Prințesa Anna Maria (Marianne) Henrietta Eleonora Gobertina de Auersperg-Breunner (n. 1943), și au trei copii:
  - Prințesa Sophie Thyra Josephine Georgine Henriette de Baden (n. 8 iulie 1975)
  - Prințul Berthold Ernst-August Emich Rainer de Baden (n. 8 octombrie 1976)
  - Prințesa Aglaë Margarete Tatiana Mary de Baden (n. 3 martie 1981)